# Ribeirão
Ribeirão ist eine Gemeinde im Norden Portugals.
Ribeirão gehört zum Kreis Vila Nova de Famalicão im Distrikt Braga, besitzt eine Fläche von 10,3 km² und hat 9061 Einwohner (Stand 19. April 2021). Der Ort wurde am 3. Juli 1986 zur Vila (dt.: Kleinstadt) erhoben.

## Persönlichkeiten
- André Moreira (* 1995), Fußballspieler